# Liste der portugiesischen Botschafter in Burkina Faso
Die Liste der portugiesischen Botschafter in Burkina Faso listet die Botschafter der Republik Portugal in Burkina Faso auf.
Erstmals akkreditierte sich ein portugiesischer Botschafter 1992 in Burkina Fasos Hauptstadt Ouagadougou. Eine eigene Botschaft eröffnete Portugal dort nicht, das Land gehörte zunächst zum Amtsbezirk des Portugiesischen Botschafters an der Elfenbeinküste. Seit der Schließung der dortigen Botschaft im Jahr 2001 ist der Portugiesische Botschafter im Senegal zuständig, der sich dazu in Burkina Faso zweitakkreditiert (Stand 2019).

## Missionschefs
| Name                                      | Bild         | Amtszeit     | Anmerkungen                                                                      |
| Burkina Faso                              | Burkina Faso | Burkina Faso | Burkina Faso                                                                     |
| ----------------------------------------- | ------------ | ------------ | -------------------------------------------------------------------------------- |
| Luis da Veiga Meneses Cordeiro            |              | ab 1992      | Botschafter mit Amtssitz Abidjan, am 12. März 1992 in Ouagadougou akkreditiert   |
| Manuel Barreiros Martins                  |              | ab 1995      | Botschafter mit Amtssitz Abidjan, am 16. März 1995 in Ouagadougou akkreditiert   |
| Francisco Manuel Henriques da Silva       |              | ab 1999      | Botschafter mit Amtssitz Abidjan, am 11. Januar 2000 in Ouagadougou akkreditiert |
| João Luís Niza Pinheiro                   |              | ab 2001      | Botschafter mit Amtssitz Dakar                                                   |
| António Augusto Montenegro Vieira Cardoso |              | ab 2005      | Botschafter mit Amtssitz Dakar                                                   |
| Carolina Cordeiro Cabral                  |              | 2009         | Übergangs-Geschäftsträgerin am Amtssitz Dakar                                    |
| Rui Alberto Manupella Tereno              |              | ab 2009      | Botschafter mit Amtssitz Dakar                                                   |
| Paulo Jorge Pedreira do Nascimento        |              | ab 2014      | Botschafter mit Amtssitz Dakar                                                   |
| Vítor Paulo da Costa Sereno               |              | seit 2018    | Botschafter mit Amtssitz Dakar                                                   |